# 吴德成
吴德成，中华人民共和国政治人物、外交官。
1991年，接替惠震，担任中华人民共和国驻苏丹大使。1996年，由张维秋接任。